# Meriem Moussa
Meriem Moussa (ar. مريم موسى; ur. 11 maja 1988) – algierska judoczka. Olimpijka z Pekinu 2008, gdzie zajęła piętnaste miejsce w wadze ekstralekkiej.
Uczestniczka mistrzostw świata w 2007, 2010, 2011 i 2017. Startowała w Pucharze Świata w latach: 2010-2012, 2015, 2016 i 2018. Siódma na igrzyskach śródziemnomorskich w 2009. Triumfatorka igrzysk afrykańskich w 2007 i trzecia w 2019. Brązowa medalistka igrzysk solidarności islamskiej w 2017. Mistrzyni igrzysk panarabskich w 2011. Dziesięciokrotna medalistka mistrzostw Afryki w latach 2006 - 2019. Trzecia na uniwersjadzie w 2007 i 2011 roku.

## Letnie Igrzyska Olimpijskie 2008
| Konkurencja | Eliminacje               | Eliminacje               | Klas. końcowa |
| Konkurencja | Przeciwnik I             | Przeciwnik II            | Miejsce       |
| ----------- | ------------------------ | ------------------------ | ------------- |
| 48 kg       | Sandrine Ilendou (GAB) Z | Michaela Baschin (GER) P | 15.           |